# Quique Moraga
Enrique Jesús Moraga Muñoz, detto Quique (Sabadell, 8 aprile 1974), è un ex cestista spagnolo.

## Palmarès
- Campionato spagnolo: 2

Barcellona: 1995-96
Manresa: 1997-98
- Liga catalana: 2

Barcellona: 1995
Manresa: 1997